# Апрельские сны
«Апрельские сны» — советская лирическая кинокомедия о дружбе русского и таджикского юношей. Снята в 1980 году на киностудии «Таджикфильм» режиссёром Валерием Ахадовым по заказу Государственного комитета Совета Министров СССР по телевидению и радиовещания.

## Сюжет
Зоотехник зоопарка Коля срочно уезжает к невесте. Заботу о его питомце — медвежонке — берёт на себя Анвар. Медвежонок вовлекает Анвара в самые невероятные, смешные и грустные истории. Но где бы они ни оказались — в небольшом городке солнечного Таджикистана или далеко на Севере — всюду они ощущают доброту и участие окружающих их людей, и, конечно, Анвар встречает свою любовь.

## В ролях
| Актёр                                       | Роль                                                              |
| ------------------------------------------- | ----------------------------------------------------------------- |
| Тахир Сабиров                               | Хасанов, таксидермист                                             |
| Фатхулло Абдуллаев                          | Анвар Каримов                                                     |
| Юнус Юсупов                                 | Акрам-Карим, шофёр, друг Анвара                                   |
| Лола Тойгушоева (в титрах Лола Тойгуншоева) | Заррина                                                           |
| Сергей Никоненко                            | Николай, зоотехник зоопарка                                       |
| Ато Мухамеджанов                            | Сулейман Мирзоевич                                                |
| Татьяна Плотникова                          | девушка-гид                                                       |
| Болот Бейшеналиев                           | Муразов, шофёр                                                    |
| Джамал Садриддинов                          | Сафар                                                             |
| Екатерина Воронина                          | Настя, невеста Николая (вторая серия)                             |
| Роман Ткачук                                | Владимир Павлович Зуев, старший зоотехник зоопарка (вторая серия) |
| Александр Кузнецов                          | Паша, приятель Николая (вторая серия)                             |
| Аркадий Инин                                | учитель (вторая серия)                                            |
| Раиса Рязанова                              | киоскёрша (вторая серия)                                          |

### В эпизодах
- Самариддин Сагдиев (в титрах — С. Согдиев)
- Вали Джураев
- Махамадали Мухамадиев
- Амон Кадыров
- Шоди Салихов
- Олег Тулаев
- Зафар Джавадов
- Анвар Мансуров
- А. Джураев

## Съёмочная группа
- Авторы сценария: Аркадий Инин
- Режиссёр: Валерий Ахадов
- Оператор: Валерий Виленский
- Художники: Владимир Салимов, Леонид Свиницкий
- Композитор: Румиль Вильданов